# Sobrenatural (película)
Sobrenatural, con el subtítulo All of them Witches en inglés, es una película mexicana de suspenso y terror de 1996 dirigida por Daniel Gruener. Basada en el libreto de Gabriel González Meléndez, cuenta con las actuaciones de Susana Zabaleta, Ricardo Blume, Alejandro Tommasi y Delia Casanova. En 1996, esta película fue ganadora del premio Ariel y de la Diosa de Plata. Al año siguiente ganó el Premio del Festival de Cine de Colombia a la mejor fotografía. El subtítulo en inglés coincide con el de un libro de brujería que apareció en 1968 en la película El bebé de Rosemary.

## Influencias e intertextualidad
A lo largo de la película afloran varias referencias explícitas a otras obras del género de horror:
- La película El bebé de Rosemary, basada en la novela de Ira Levin, donde la protagonista es víctima de su paranoia al pensar que su bebé ha sido ofrecido al Diablo por su esposo y por sus vecinos.
- La novela corta de horror El horla, del escritor francés Guy de Maupassant, donde el protagonista se siente asediado por una presencia sobrenatural.

## Sinopsis
Después de que Dolores (Zabaleta) escucha un asesinato, su marido Andrés (Tommasi) intenta disipar sus temores acerca de la actividad de pandillas en el edificio donde viven. Sin embargo, después de que Andrés se queda dormido, Dolores lo escucha murmurando el nombre de la vecina asesinada. Otra vecina, una bruja, Madame Endor (Casanova), advierte a Dolores que está en peligro, y sus preocupaciones las confirma su psiquiatra. Dolores comienza a creer que los acontecimientos inquietantes que suceden a su alrededor son obra del Diablo.